# Werktätiger
Werktätiger war im Sprachgebrauch in der DDR die Bezeichnung für Arbeiter, Angestellte, Genossenschaftsbauern, Lehrlinge und Angehörige der Intelligenz.

## Allgemeines

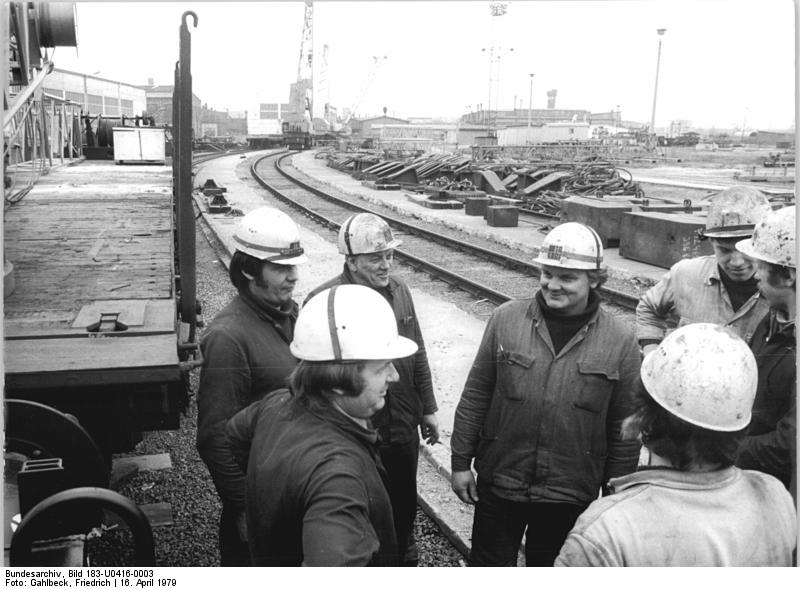
Werktätige im Kirow-Werk Leipzig, 1979

Der Begriff „Werktätigkeit“ steht für eine „regelmäßige Arbeit oder Berufstätigkeit“ und wird heute im deutschen Sprachraum selten verwendet. Im Gegensatz zu Kindern, Pensionären, Rentnern, sozial Unterstützten oder Privatiers, sind Werktätige aktiv in den produktiven, künstlerischen, sozialen oder z. B. politischen Prozess eingebunden. Im weiteren Sinne wurden unter Werktätigen im Sprachgebrauch der DDR alle Bürger der DDR verstanden. Es handelte sich um einen Rechtsbegriff der DDR, die sich als Arbeiter-und-Bauern-Staat begriff. So hieß es in Art. 2 Abs. 1 DDR-Verfassung (Oktober 1974): „Alle politische Macht in der Deutschen Demokratischen Republik wird von den Werktätigen in Stadt und Land ausgeübt.“ Nach § 15 Abs. 1 Arbeitsgesetzbuch DDR (AGB) vom Juni 1977 galt dies für „alle Arbeiter und Angestellten, einschließlich Heimarbeiter, und Lehrlinge (Werktätige) in den sozialistischen Betrieben“. Ergänzt wurde der Geltungsbereich des AGB auf in anderen Arbeitsrechtsverhältnissen Tätige, Beschäftigte in kirchlichen Einrichtungen, Zivilbeschäftigte in den bewaffneten Organen, Rehabilitanden, Absolventen von Hoch- und Fachschulen sowie auf Schüler und Studenten, die während der Ferien arbeiten.

## Ideologie in der DDR
Der im westdeutschen Arbeitsrecht übliche Rechtsbegriff „Arbeitnehmer“ fand keinen Eingang in das DDR-Arbeitsrecht. Er wurde mit Arbeiter und Angestellter, werktätige Bevölkerung, Arbeitende und später ausschließlich mit „Werktätige“ gekennzeichnet. Hierunter fielen in der DDR sowohl die Arbeitnehmer in den Betrieben der zunehmend verstaatlichten Wirtschaft als auch in der öffentlichen Verwaltung. Nicht als Werktätige galten lediglich die Angehörigen bewaffneter Berufe (Volkspolizei, Nationale Volksarmee).
Als das staatstragende Element der Werktätigen betrachtete die Ideologie des „Arbeiter- und Bauernstaats“ die Gesamtheit der Bürger, die ihren Lebensunterhalt durch eigene Erwerbstätigkeit verdienen. Die Werktätigen zeichnete aus, dass sie weder von Kapitalertrag, Renten oder Renditen noch auf Kosten des Staates und seiner Einrichtungen leben. Zu den Werktätigen zählten neben den Arbeitern und den nicht-selbständigen, kollektivierten Bauern auch produktive Angehörige der Intelligenz und die nach Marx so bezeichneten „kleinen Warenproduzenten“ – etwa selbständige oder genossenschaftlich organisierte Handwerker – sowie Lehrlinge. Der Angestellte zählte als Werktätiger zur Arbeiterklasse. Da der Begriff der „Arbeiterklasse“ in einer klassenlosen Gesellschaft des Marxismus keine Berechtigung mehr hat, wurde die neue begriffliche Kategorie der „Werktätigen“ geschaffen und auch auf den Realsozialismus der DDR angewandt. Zu den Werktätigen gehörten nach einer enzyklopädischen Darstellung aus den 1950er Jahren „alle Berufstätigen, die nicht ausbeuten – im Gegensatz zu Ausbeuter“. In der Beschreibung der realsozialistischen Gesellschaft wurde somit fast jeder Berufstätige als Werktätiger betrachtet.
Inwieweit in der marxistischen Beschreibung bürgerlicher Gesellschaften Angestellte mit organisatorischen Funktionen, kleine Selbständige und akademisch ausgebildete Spezialisten den Werktätigen und damit der Arbeiterklasse zugerechnet oder aber von ihr abgegrenzt wurden, hing von der beschriebenen historischen Situation und der aktuellen politischen Opportunität ab.

## Arbeitnehmer
Die Begriffe Arbeitgeber und Arbeitnehmer kamen in der offiziellen Sprachregelung der DDR nicht vor. Das hatte vornehmlich zwei Gründe:
- Aus Sicht der DDR-Ideologen würde der Begriff Arbeitgeber in der Marktwirtschaft falsch zugeordnet. Der Lohnabhängige verkaufe seine Arbeitskraft und damit seine Arbeitsleistung. Also gäbe er ja seine Arbeit ab und wäre somit ein Arbeitgeber. Der Kapitalist, Eigentümer (wie auch immer bezeichnet) nähme die Arbeit entgegen und vermarkte sie gewinnbringend, wäre also ein Arbeitnehmer. Diese Betrachtungsweise war durchaus kein grammatikalisches Wortspiel, sondern eine kommunizierte Argumentation innerhalb der Agitation und Propaganda der Partei- und Staatsführung der DDR.[7]
- Zwei Begriffe wie Arbeitgeber und Arbeitnehmer beschreiben schon als Wortpaar gegensätzliche Seiten. In der sozialistischen Produktion könne es aber keine antagonistischen Gegensätze geben, da ja das Volk das Volkseigentum nutzen und mehren würde.

Folgerichtig sprachen das AGB und andere einschlägige Quellen in den sozialistischen Staaten nur vom Betrieb und den Werktätigen. Im heutigen Verständnis der Marktwirtschaft ist der Begriff Betrieb dabei der Arbeitgeberseite, der Begriff Werktätige der Arbeitnehmerseite zuzuordnen.